# Jakob Hannibal II. von Hohenems

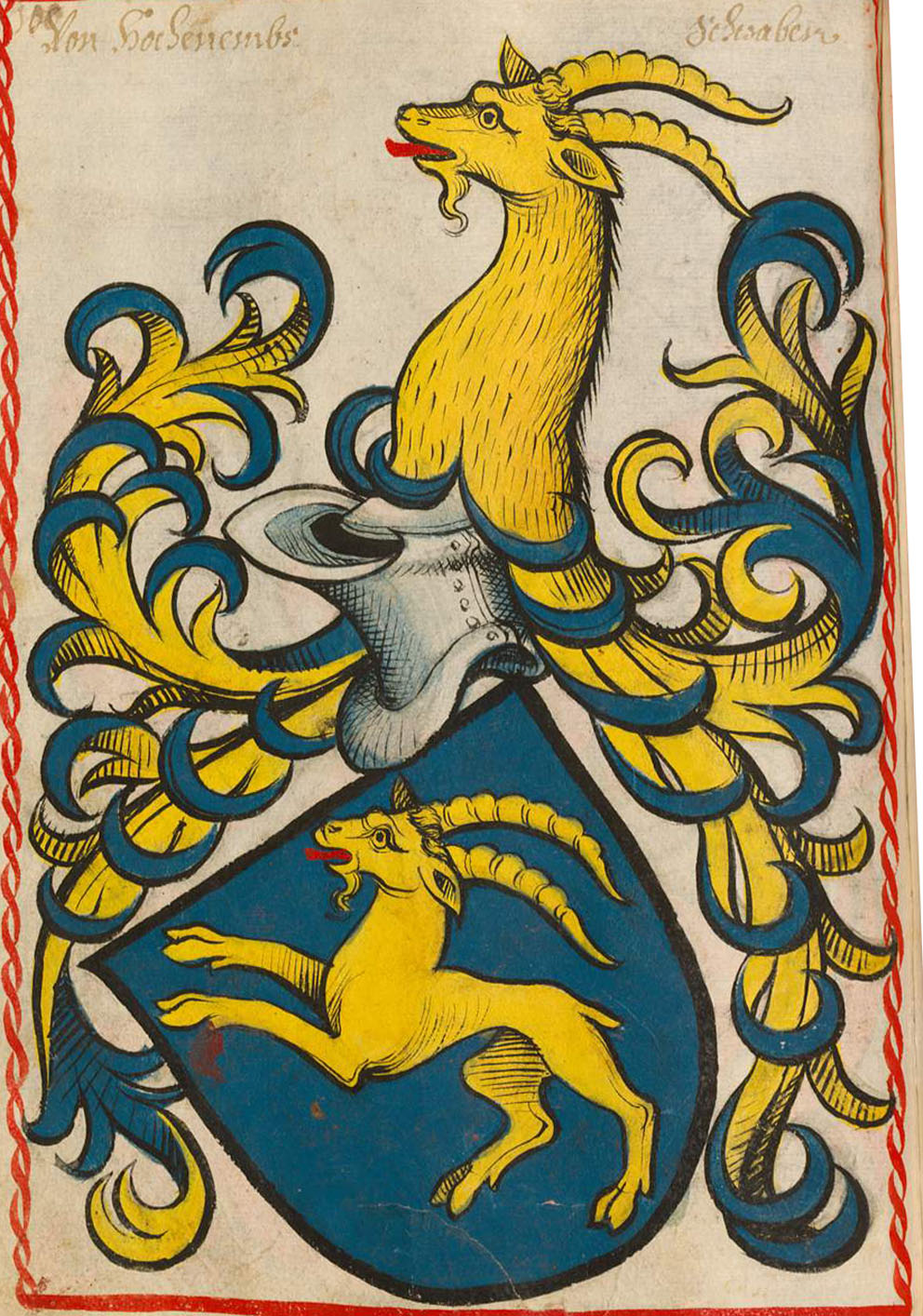
Wappen der Herren von Ems in Scheiblers Wappenbuch von 1450

Jakob Hannibal II. von Hohenems (* 20. März 1595; † 10. April 1646) war ein Graf aus dem Adelsgeschlecht Hohenems und ein Heerführer im Dreissigjährigen Krieg.

## Leben
Jakob Hannibal II. von Hohenems war der älteste Sohn von Kaspar von Hohenems und dessen Gemahlin Eleonore Philippine von Welsperg (* 1573; † 4. Januar 1614), einer Tochter des Freiherren Christoph von Welsperg, einem Adelsgeschlecht aus dem heutigen Südtirol. Am 30. Juni 1616 heiratete er Anna Sidonia, Herzogin von Teschen (1598–1619). Nach dem frühen Tod seiner Ehefrau am 13. März 1619 heiratete er am 7. Dezember 1619 die hohenzollerische Prinzessin Franziska Katharina von Hohenzollern-Hechingen. Aus dieser Verbindung entstammten die Erben der Hohenemser, Franz Wilhelm I. von Hohenems und Karl Friedrich von Hohenems. 
Jakob Hannibal II. von Hohenems diente während des Dreissigjährigen Krieges als Oberst in der Armee Leopolds V. von Österreich. Von Dezember 1630 bis Ende Februar 1631 befand er sich im Gefolge Erzherzog Leopolds V., der eine Reise von Innsbruck über Kärnten nach Triest und von dort nach Wien führte. Zweck der Reise war die Begleitung der spanischen Königstochter Maria Anna von Spanien anlässlich ihrer Heirat mit Erzherzog Ferdinand III. von Österreich, dem späteren Kaiser des Römischen Reichs Deutscher Nation. Aus dieser Zeit ist eine umfangreiche Wegbeschreibung von ihm erhalten. Am  8. oder 9. Juni 1632 geriet er zusammen mit seiner Frau in schwedische Gefangenschaft. Er wurde nach Isny und anschließend nach Ulm gebracht.